# Lobelia stenosiphon
Lobelia stenosiphon är en klockväxtart som först beskrevs av Robert Stephen Adamson, och fick sitt nu gällande namn av Franz Elfried Wimmer. Lobelia stenosiphon ingår i släktet lobelior, och familjen klockväxter. Inga underarter finns listade i Catalogue of Life.